# Haike van Stralen
Haike Eva van Stralen (ur. 22 kwietnia 1983 w Leusden) – holenderska pływaczka, specjalizująca się w stylu dowolnym.
Wystartowała na igrzyskach olimpijskich w Sydney (2000) w sztafecie 4 × 200 metrów stylem dowolnym, gdzie wspólnie z koleżankami z reprezentacji zajęła 11. miejsce, a także 4 lata później w Atenach w tej samej sztafecie, w której Holandia uplasowała się na 9. miejscu.